# Дом Векрута
Дом Векрута — бывший купеческий дом на площади Старой Ратуши в Выборге, построенный в XVII веке. Современный адрес здания — улица Северный Вал, дом 3.

## История
В 1639 году, после уничтожившего Выборг крупного пожара, первому городскому инженеру Стокгольма, Андерсу Торстенсону, было поручено разработать новый план города, в соответствии с которым с середины XVII века на месте хаотичной деревянной застройки кривых улиц стали формироваться прямоугольные кварталы каменных домов. Престижный участок у ратуши на главной площади города получил Антон Борхардт, один из богатейших выборгских купцов, построивший около 1650 года островерхий двухэтажный дом с полуподвалом и тремя окнами на этаже на северном торцевом фасаде и семью окнами — на площадь. Торцевой фасад венчал высокий ступенчатый барочный фронтон-щипец; небольшой щипец был и в центре западного фасада.
Полуподвальный этаж включил в себя остатки более старого двухэтажного здания, построенного, по предположениям исследователей, в начале XIV века; его заложенные окна сохранились в цокольной части дома Борхардта. По преданию, в подвале находился выход из тайного прохода под Крепостным проливом в Выборгский замок, не обнаруженный, однако, в ходе позднейших исследований.
Считается, что в соответствии с планировкой типичных купеческих домов средневековых зданий Северной Европы, построенных в «ганзейском» стиле, полуподвальный этаж был складским, следующий — хозяйственным, а верхний, с кухней, сенями, гостиной и спальней — жилым. На чердаке с двумя окнами для загрузки и верхним световым окном находился склад зерна.

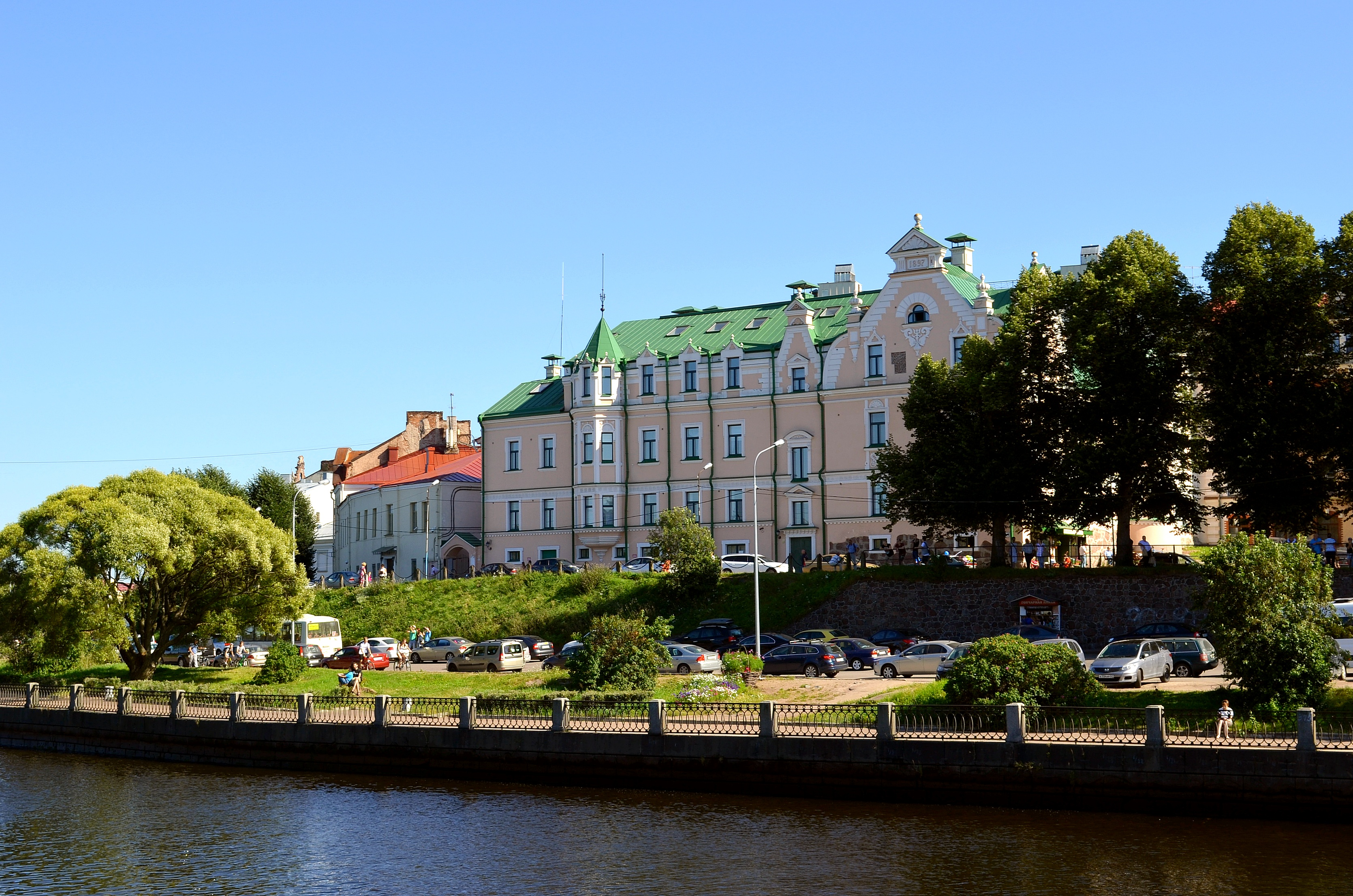
Фасад по улице Северный Вал

Богато отделанное здание считалось самым роскошным жилым домом в городе. Отделка включала оконные стёкла с гербами, кованые анкеры и завитки на фасаде; крыша была покрыта медью. На кирпичном фасаде ярко выделялись угловые вставки из известняка.
К концу жизни Борхардт разорился и лишился имущества. Но его дом был настолько богатым, что на него долго не находилось покупателя, и некоторое время помещения использовали в качестве склада. Владельцем дома стал любекский купец Ганс Гавеман, но после взятия Выборга русскими войсками в здании разместились российские административные учреждения. В 1721 году дом приобрёл состоятельный купец, занимавшийся морской торговлей, Матиас Пильс (Pülse, Pÿlse; в литературе встречаются варианты «Пюльзе, Пюльсе, Пильсе, Пильц»). Добившись в 1724 году официального решения о переводе в помещения Выборгского замка Выборгской провинциальной канцелярии и других контор (камерирской канцелярии, земской конторы, рентереи и таможни), он с 1725 года поселился в доме с семейством. Матиас Пильс был тестем Витуса Беринга, по предположениям исследователей, проживавшего в этом доме во время непродолжительной отставки.
Позже дом выкупил самый богатый горожанин — Юхан Векрут (Weckrooth; в литературе встречаются варианты «Йохан Векруут, Векроот»), крупный предприниматель, владелец домов, смолокурни, лесопилен и флотилии. Векрут перестроил и расширил здание: к 50-м годам XVIII века меняется форма оконных проёмов, фасады покрываются штукатуркой, а в центре фасада со стороны площади появляется пристройка с парадной наружной лестницей и балконом. Будучи самым богатым и красивым в Выборге, дом Векрута выполнял представительские функции: в 1770 году в нём останавливался прусский принц Генрих, а в 1772 году — императрица Екатерина II.

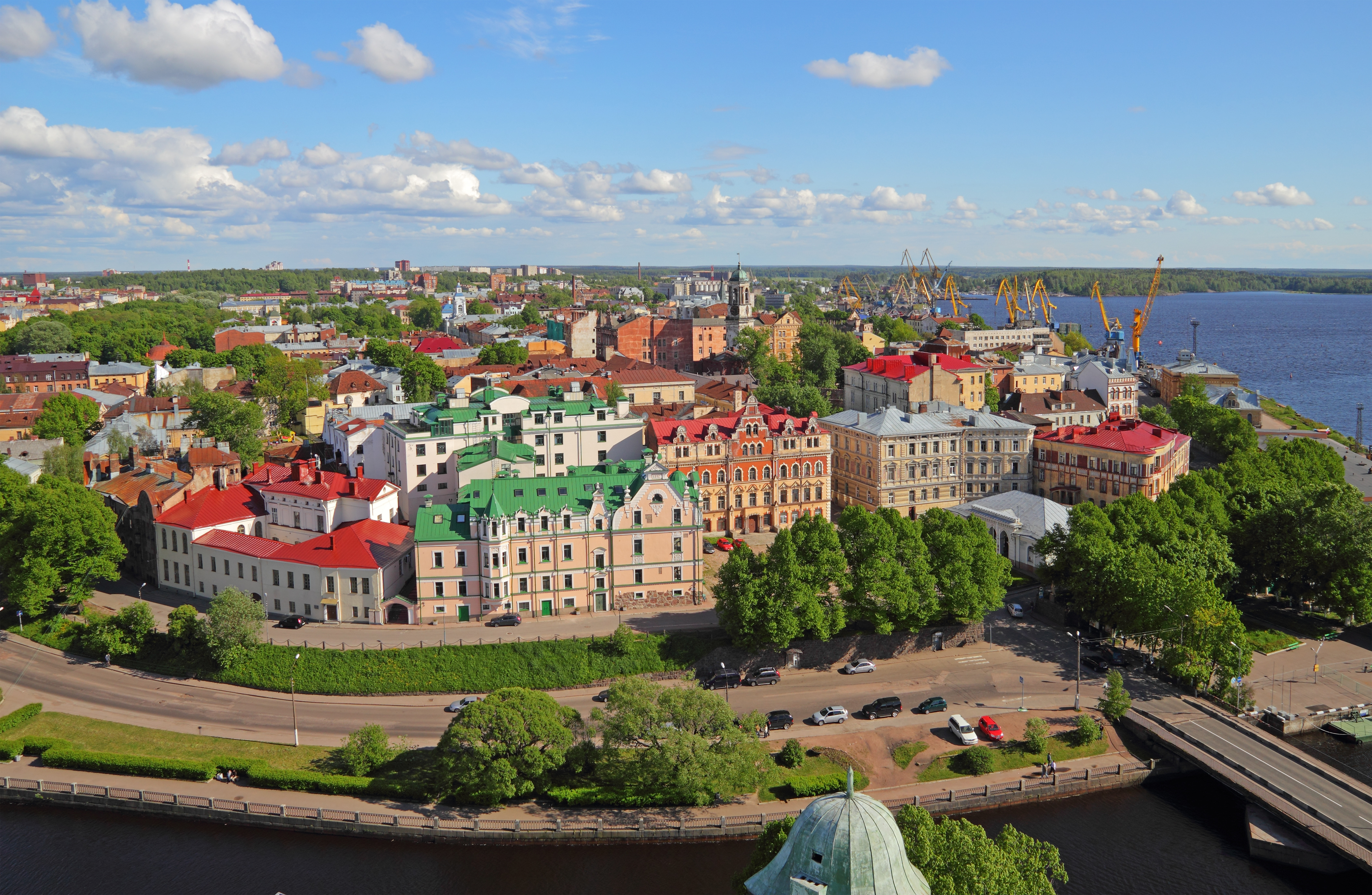
Вид на северный фасад с башни Святого Олафа

Наследник Юхана Векрута Филипп быстро промотал огромное состояние отца, и здание перешло в ведение магистрата. С 1786 года в нём размещалась Выборгская таможня. В XIX веке дом снова перешёл в частные руки. По проекту архитектора К. Лесцига владелец, консул И. Спарров, в 1840—1841 годах перестраивает дом в стиле классицизма. Высокая крыша с фронтоном-щипцом была заменена двускатной кровлей с полукруглым чердачным окном. Некоторое время в доме размещалась гостиница «Выборг». Затем, по заказу нового владельца, советника Выборгского гофгерихта Нильса Перандера, в 1897 году архитектором Э. Диппелем по образцу северо-германских ганзейских домов здание было перестроено с использованием элементов стилей неоренессанс и неоготики. Вместо входа со стороны площади на западном фасаде появился полукруглый эркер, а на торцевом фасаде снова возведён высокий фронтон сложной формы с башенками, украшенными вазами. При этом частью здания стали старинные помещения бывших склада и лавки на улице Северный Вал, соединённые лестницей. Они были украшены гранёным эркером с шатровой кровлей.

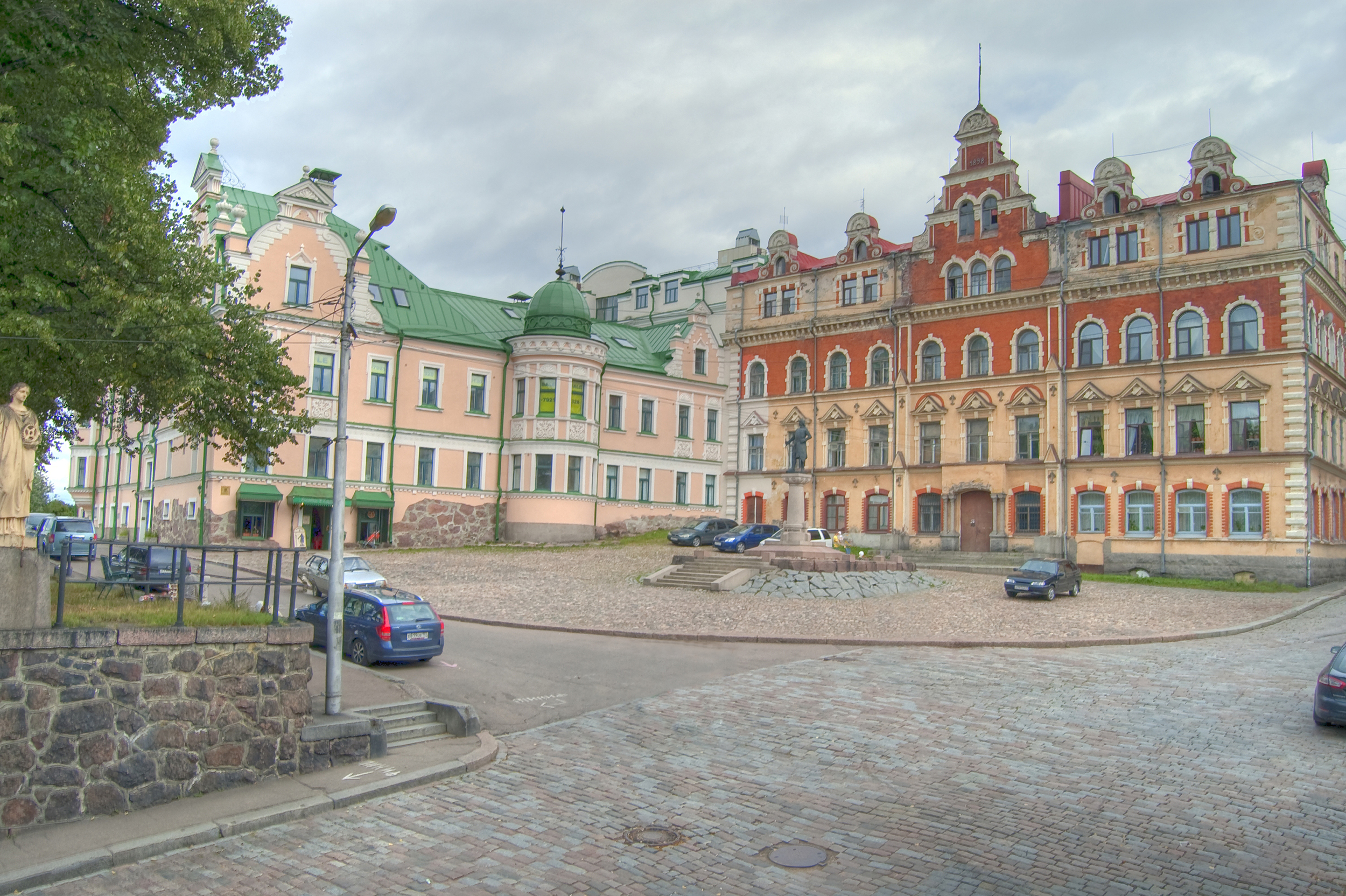
Западный фасад с полукруглым эркером

В начале XX века в здании размещалась гостиница «Мельблум» (Mellblom) с магазином в угловом помещении первого этажа, а с 1925 года его занял окружной штаб шюцкора. Во время советско-финских войн (1939—1944) здание получило относительно незначительные повреждения. Оно перешло в ведение Министерства обороны СССР для размещения медицинской службы; помещения на верхних этажах использовались в качестве жилых. Внутренняя отделка не сохранилась, но в 1980 году фасад был отреставрирован, и были открыты шурфы, демонстрирующие фрагменты старого здания.
После пожара 1989 года бывший дом Векрута длительное время был заброшен, однако к 2007 году отремонтирован с пристройкой нового дворового корпуса. В угловом помещении на первом этаже жилого дома размещается кафе.